# Стеван Марковић (градоначелник)
Стеван Марковић (Земун, 10. август 1829—Земун, 9. април 1895) био је трговац и градоначелник Земуна у 19. веку. 

## Биографија
Отац му је био Петар Марковић из Руме, који се 1806. године доселио у Земун, где је отпочео абаџијски занат. Стеван је у Земуну завршио основну школу и обершул, а затим 1853. године отворио кожарску радњу. Године 1868. оженио се Катарином из Вуковара и са њом у браку добио је седморо деце. Најстарији био Петар Марковић, будући градоначелник Земуна, потом Зорка, Јелка, Вера, Марта и још две ћерке којима не знамо имена.

## Каријера Градоначелника
После одступања Светозара Јовановића са места градоначелника Земуна, за тај положај изабран је Јаков Миланковић, који никада није добио потврду свог избора, па тако није ни ступио на ову дужност. Избор је на крају ипак пао на Стевана Марковића 24. децембра 1877. године.
Стеван је био интелигентан и разборит човек, угледан као трговац и веома имућан. За време његовог управљања Земун се лепо развијао и он је успео да га унапреди. Године 1878. године почело се са изградњом величанствене зграде у којој ће се годину дана касније отворити реална гимназија и трговачка школа. Испред школе подигнут је први парк у Земуну. Такође почели су радови и на варошкој болници. Велике напоре је уложио да варош поврати 700 јутара земље, која је за време војне управе била неправедно одузета.
За време његовог управљања отпочело се и са радовима на градњи железнице Будимпешта-Земун-Београд, моста на Сави и железничке станице. Због свега овога путовала је цару једна депутација у Фијум и у њој је био и сам Стеван. Отварање ове железничке линије био је епохални догађај и веома значајан тренутак за Земун. Био је познат и као штедиша, па је и штедња била једна од његових метода управљања.
Био је конзервативан човек и присталица мирног рада, у тренутку када је он био градоначелник дешавале су се многе новине, које је он успео да искористи и донесе бољитак Земунцима. Због болести, добровољно је напустио овај положај и пензионисао се 24. јуна 1884. године, а преминуо у априлу наредне. Стеван Марковић је за своје успешно управљање одликован орденом Франца Јосифа I 1881. године.